# SV Darmstadt 98/Saison 2007/08
Die Saison 2007/08 des SV Darmstadt 98 war die 110. Saison in der Vereinsgeschichte. Darmstadt 98 trat nach dem Abstieg aus der drittklassigen Fußball-Regionalliga 2006/07 in der viertklassigen Fußball-Oberliga Hessen 2007/08 an und erreichte den ersten Platz, womit sie in die (aufgrund der Einführung der 3. Fußball-Liga 2008/09 nun viertklassigen) Fußball-Regionalliga 2008/09 aufstiegen.
Im DFB-Pokal 2007/08 erreichten die Lilien die erste Runde, gewannen den Hessenpokal 2007/08, den Bezirkspokal 2007/08 und den Kreispokal 2007/08.

## Verlauf der Saison

### Personalveränderungen und Saisonvorbereitung
Der Abstieg aus der drittklassigen Fußball-Regionalliga 2006/07 wog schwer für den Traditionsverein SV Darmstadt 98. Die ab 2008 neu eingeführte 3. Fußball-Liga konnte aus der Oberliga Hessen, wie die Hessenliga noch bis 2008 genannt wurde, heraus nicht direkt erreicht werden. Es war maximal ein Aufstieg von der viertklassigen Oberliga Hessen in die viertklassige Regionalliga Süd möglich, wenn einer der vier obersten Plätze erreicht werden würde. Ein Klassenerhalt würde die fünftklassige Fußball-Hessenliga 2008/09 zufolge haben.
Das frühere Präsidium hatte den Verein zudem in finanzielle Schieflage gebracht. Mit Hans Kessler als neuer Vereinspräsident und neu gewähltem Präsidium stand in mehrerer Hinsicht ein Neuanfang für den Verein bevor. Auch die Spieler der Vorsaison verließen fast alle den Verein, einzig Stammtorhüter Bastian Becker, der 21-jährige Ersatztorhüter Jörg Staniczek und Verteidiger Christian Wiesner blieben aus dem Kader der vorherigen Saison erhalten. Zum Dank für seine Treue trotz Abstieg erhielt Bastian Becker für die kommende Saison die Kapitänsbinde.
Die jungen Verteidiger Christian Remmers und Pascal Pellowski aus der U19, die bereits in der Regionalligasaison 2006/07 sporadisch eingesetzt wurden, erhielten nun Verträge für die erste Mannschaft, ebenso wie die Jugendspieler Christian Eckerlin (welcher dem Fußball kurz darauf den Rücken kehrte und als Profiboxer bekannter wurde), Elia Soriano und Alvano Kröh. Es gelang dem SV Darmstadt 98, den Top-Torjäger der Fußball-Oberliga Hessen 2006/07, Fabio Eidelwein vom SC Waldgirmes, sowie den Kapitän des RSV Würges, Daniel Rasch, zu verpflichten. Auch Michael Aničić und Nikola Jovanovic, welche bereits Leistungsträger der Lilien in der Fußball-Oberliga Hessen 2003/04 waren, als der Verein zuletzt für ein Jahr in die Viertklassigkeit abrutschte, konnten erneut unter Vertrag genommen werden. Weitere Verstärkungen waren Michael Bodnar vom SV Waldhof Mannheim, Krisztián Szollár von Preußen Münster, Simon Schmidt von Viktoria Aschaffenburg und Sebastian Glasner von Wormatia Worms. Ob sich Christoph Stahl vom 1. FC Pforzheim, Abdelkader Jellouli vom FV Bad Vilbel, Davide Faga von Eintracht Frankfurt II, Sebastian Heß von TuS Mechtersheim, Ahmet Sahinler von Kickers Offenbach II und Rudi Hübner von Viktoria Griesheim bei den Lilien durchsetzten könnten, war zu Beginn nicht absehbar.
Die ersten beiden Testspiele bestritten die 98er bei einem Tagesturnier am 30. Juni 2007 gegen fünftklassigen FC Viktoria Kahl (0:0) und die viertklassige Wormatia Worms (1:0) in Erbach, welches sie mit nur einem Tor von Fabio Eidelwein gewinnen konnten. Nach Testspielen gegen unterklassige Gegner, aber auch gegen die drittklassigen Regionalligisten FSV Frankfurt (0:1) und FSV Oggersheim (1:1) folgten Testspiele gegen die beiden viertklassigen Mannheimer Vereine VfR Mannheim (5:1) und SV Waldhof Mannheim (2:2), ehe man den Bundesligisten VfL Bochum bei sich empfing und vor 1.000 Zuschauern mit 1:5 unterlag. Dabei erzielte der frühere Darmstädter Ivo Iličević zwei Tore. Am 27. Juli 2007 wurde das Finale des Kreispokals 2006/07 nachgeholt, welches der SV98 zuvor gewünscht hatte zu verschieben, um im Abstiegskampf der Regionalliga 2006/07 keine Doppelbelastung zu erleiden. Dort bezwangen die Lilien den zehntklassigen Bezirksligisten SKG Bickenbach mit 12:0, ehe ein DFB-Pokalspiel anstand und der Ligabetrieb begann.

### Hinrunde
Am 5. August 2007 bestritten die Lilien ihr Erstrundenspiel im DFB-Pokal 2007/08, für welches sie sich durch den Gewinn des Hessenpokals 2006/07 qualifiziert hatten. Gegen den Zweitligisten SpVgg Greuther Fürth, trainiert vom Ex-Darmstädter Bruno Labbadia, konnte Darmstadts Rudi Hübner in der 64. Minute zum 1:1 ausgleichen, sah jedoch für den anschließenden Torjubel die gelb-rote Karte und das Spiel ging mit 1:3 verloren.
In der Oberliga-Saison war der erste Platz als klares Ziel definiert, auch wenn der Wiederaufstieg in die Regionalliga auf einem der vier obersten Plätze erreicht werden konnte und zudem mehrere Vereine der Oberliga Hessen überhaupt nicht anstrebten, die Regionalliga-Lizenz zu beantragen und somit selbst bei sportlicher Qualifikation den Aufstieg weitergeben würden. Trotz des passablen Pokalspiels begannen die Ligaspiele jedoch ernüchternd. Am 8. August 2007 endete das erste Spiel gegen KSV Klein-Karben mit 2:2, das folgende Auswärtsspiel beim Mitaufstiegsanwärter Viktoria Aschaffenburg ging am 11. August 2007 mit 0:1 verloren. Als am 17. August 2007 das Heimspiel gegen den Abstiegskandidaten FSV Fernwald enttäuschend 1:1 ausging, stand man sogar kurz vor einem Abstiegsplatz in die (aufgrund der Einführung der neuen 3. Liga) sechsten Liga. Schließlich fingen sich die 98er aber und starteten eine souveräne Siegesserie: 4:0 gegen TSG Wörsdorf, 2:1 gegen Germania Ober-Roden, 4:0 gegen Rot-Weiss Frankfurt, 4:1 gegen FSC Lohfelden und 3:0 gegen SV Buchonia Flieden beförderten die Lilien auf die Aufstiegsplätze.
Neben Stammtorwart Bastian Becker und dem Innenverteidiger-Duo Daniel Rasch und Christoph Stahl konnten sich auf der Außenbahnen vor allem Michael Bodnar, Christian Wiesner und Pascal Pellowski beweisen. Im zentralen Mittelfeld dirigierten die erfahrenen Michael Aničić, Nikola Jovanovic und Krisztián Szollár, über die Außerbahnen kamen vor allem Rudi Hübner, Simon Schmidt und Alvano Kröh. Als erfolgreichster Stürmer entpuppte sich Sebastian Glasner noch vor Fabio Eidelwein, während Elia Soriano erst im Laufe der Saison Tore erzielte. Verteidiger Christian Eckerlin verließ den Verein trotz gültigen Vertrages, wendete sich vom Fußball ab und wurde Boxsportler, als der er später Erfolge feiern sollte. Jörg Staniczek, Abdelkader Jellouli, Davide Faga, Sebastian Heß und Ahmet Sahinler blieben hinter den Erwartungen und konnten sich in der Oberliga Hessen nicht behaupten. Stattdessen kamen Jugendspieler der 2. Mannschaft und der U19, namentlich Silas Rauschmayr und Christopher Nguyen, zu Kurzeinsätzen in der Oberliga Hessen, obwohl sie offiziell nicht zum Kader der 1. Mannschaft gehörten.
Nach einem 1:1 gegen den 1. FC Schwalmstadt unterlag man am 22. September 2007 Eintracht Frankfurt II mit 1:4 in einem Spiel, welches vorübergehend unterbrochen wurde, weil hunderte Frankfurter Zuschauer während des laufenden Spiels in der ersten Halbzeit ohne erkennbaren Grund das Spielfeld in Darmstadt stürmten. Nach einer 1:3-Niederlage beim FC Bayern Alzenau fingen sich die Lilien wieder und gewannen gegen Eintracht Wetzlar (2:0), Borussia Fulda (5:1) und den RSV Würges (2:1), ehe sie eine 1:2-Niederlage gegen den SC Waldgirmes am 26. Oktober 2007 stoppte. Gegen den KSV Baunatal am 2. November 2007 lag man nach 8 Minuten mit 0:2 zurück, drehte das Spiel aber zu einem 5:2-Sieg. Zum Ende der Hinrunde gelang erneut eine Siegesserie: 2:1 gegen SV Wehen Wiesbaden II (mit dem späteren Darmstadt-Trainer Kosta Runjaic und Toptorjäger Dominik Stroh-Engel), 5:1 gegen Rot-Weiss Frankfurt, 2:1 gegen KSV Klein-Karben, 1:0 gegen Viktoria Aschaffenburg und 2:1 gegen den FSV Fernwald. Auch im Kreispokal 2007/08 gewann Darmstadt alle Spiele und siegte im Finale des Bezirkspokals 2007/08 mit 3:0 gegen Eintracht Wald-Michelbach, womit man sich für den Hessenpokal 2008 qualifizierte.

### Rückrunde
Der einzige Transfer der Winterpause war Stürmer Faouzi Atmani vom SSV Jahn Regensburg. Am 12. und 13. Januar 2008 erreichte der SV98 bei einem Hallenturnier in Eppelheim den zweiten Platz, da man im Halbfinale den drittklassigen SV Sandhausen mit 3:1 schlug, aber im Finale mit 1:2 gegen TSG 1899 Hoffenheim II verlor. Nach Testspielen gegen regionale Vereine gewann man das Achtelfinale im Hessenpokal 2008, dessen Sieger sich für den DFB-Pokal 2008/09 qualifiziert, gegen den Ligakonkurrenten FSV Fernwald mit 2:3 nach Verlängerung durch den Siegtreffer von Faouzi Atmani in der 116. Minute.
Als Anfang März 2008 der Antrag auf Insolvenz gestellt wurde, erfuhr der SV Darmstadt 98 breite nationale Unterstützung und Symphatiebekundungen. Zum Auswärtsspiel zur TSG Wörsdorf (2:2) kamen 900 Zuschauer, zum 12. März 2008 organisierte Jürgen Klopp ein Benefizspiel beim Zweitligisten 1. FSV Mainz 05 (0:1), dessen Erlöse komplett an die Lilien gehen sollten. Zum ersten Heimspiel der Rückrunde gegen Germania Ober-Roden (2:2) kamen mit 5.200 Zuschauern mehr als doppelt so viele Zuschauer als in den Heimspielen der Hinrunde. Es folgte eine Siegesserie: 2:0 gegen SV Buchonia Flieden, 2:0 gegen FSC Lohfelden, 2:0 gegen 1. FC Schwalmstadt, 1:0 gegen Eintracht Frankfurt II und 3:0 gegen FC Bayern Alzenau.
Mit dem Sieg über Alzenau am 18. April 2008 stand der Aufstieg in die Regionalliga frühzeitig sechs Spieltage vor Saisonende fest, da die Lilien nicht mehr von den Aufstiegsplätzen verdrängt werden konnten. Dies wurde mit einem Platzsturm vor 3.400 Zuschauern im heimischen Stadion gefeiert. Erst danach gingen die Spiele bei Eintracht Wetzlar unentschieden aus (1:1) bzw. wurden verloren (0:1 gegen Borussia Fulda). Der Kreispokal 2007/08 konnte gewonnen werden, im Finale am 6. Mai 2008 schlug man den achtklassigen Bezirksligisten SG Arheilgen mit 2:0, auch im Hessenpokal erreichte man das Finale. Mit dem 4:1-Sieg gegen den RSV Würges am 9. Mai 2008 stand schließlich auch die Meisterschaft in der Oberliga Hessen vier Spieltage vor Saisonende fest, nun war Darmstadt nicht mehr vom ersten Platz zu verdrängen. Dies wurde mit einem weiteren Platzsturm, diesmal vor 2.200 Zuschauern im Stadion am Böllenfalltor, zelebriert.
Im Zuge der finanziellen Unterstützungen sicherte der FC Bayern München ein Benefizspiel in Darmstadt zu, welches am 13. Mai 2008 ausgetragen wurde, da während der laufenden Saison sowohl der FC Bayern München unter Ottmar Hitzfeld in der Fußball-Bundesliga 2007/08, als auch der SV Darmstadt 98 in der Fußball-Oberliga Hessen 2007/08 bereits ihre vorzeitige Meisterschaften in ihrer jeweiligen Liga feststehen hatten. Zwar wurden die Leistungsträger Luca Toni und Franck Ribéry geschont, aber gegen Stars wie Bastian Schweinsteiger, Lukas Podolski, Philipp Lahm, Toni Kroos und Zé Roberto vor 19.800 Zuschauern im Stadion am Böllenfalltor und live im Fernsehen des Hessischen Rundfunks spielten die Lilien unerwartet gut mit. Nach einem Bayern-Tor von Jan Schlaudraff konnte Rudi Hübner in der 22. Minute zum 1:1 ausgleichen, ehe Darmstadt durch ein Tor von Sebastian Glasner in der 27. Minute sogar in Führung ging. Nach dem 2:2-Ausgleich erhöhte Darmstadt auf 3:2 durch Alvano Kröh (30.) und 4:2 durch Michael Aničić (36.). Anschließend drehten die Bayern das Spiel von 4:2 auf 4:11 (79.), ehe Ahmet Sahinler für Darmstadt zum 5:11-Endstand (90.) traf. Zudem versteigerten die Lilien eine Einwechslung in diesem Spiel an den Meistbietenden: Für eine unbekannte Summe ersteigerte ein Steuerberater namens Marc Faig den Einsatz und wurde in der 83. Minute für Sebastian Glasner eingewechselt, um für einige Minuten für den SV Darmstadt 98 und gegen den vorzeitigen Meister FC Bayern München spielen zu können.
Direkt am Folgetag, den 14. Mai 2008, bestritt Darmstadt das Hessenpokal Halbfinale gegen den SV Adler Weidenhausen und gewann dieses mit 6:0. Nach den Oberligaspielen gegen den SC Waldgirmes (1:4) und KSV Baunatal (3:0) gewann man das Hessenpokalfinale mit 2:0 gegen den Ligakonkurrenten Viktoria Aschaffenburg, beide Treffer erzielte Michael Aničić und man qualifizierte sich damit für den DFB-Pokal 2008/09. Im letzten Oberligaspiel des SV Darmstadt 98 am 31. Mai 2008 endete mit 0:2 gegen den SV Wehen Wiesbaden II, dabei setzte Trainer Gerhard Kleppinger jedoch auch U19-Spieler der Lilien wie Christopher Nguyen, Tim Heyse, Gökhan Öztas oder Patricio Colucci ein und scheidende Spieler, die in der Oberliga Hessen nicht Fuß fassen konnten, sollten sich für neue Vereine empfehlen können, darunter Jörg Staniczek, Abdelkader Jellouli oder Ahmet Sahinler.

## Personalien

### Sportliche Leitung und Vereinsführung
| Name                      | Funktion                  |
| Trainer- und Betreuerstab | Trainer- und Betreuerstab |
| ------------------------- | ------------------------- |
| Gerhard Kleppinger        | Cheftrainer               |
| Živojin Juškić            | Co-Trainer                |
| Ferenc Rott               | Torwart-Trainer           |
| Tom Eilers                | Sportmanager              |
| Dr. med. Michael Weingart | Mannschaftsarzt           |
| Helmut Koch               | Betreuer                  |
| Devair Uzeirovski         | Betreuer                  |
| Präsidium                 |                           |
| Hans Kessler              | Präsident                 |
| Dr. Helmut Zeitträger     | Vize-Präsident            |
| Peter Haas                | Vize-Präsident            |
| Albert Filbert            | Finanzen                  |
| Wolfgang Arnold           | Amateurabteilungen        |

### Kader
| Kader Saison 2007/08 | Kader Saison 2007/08   | Kader Saison 2007/08 | Kader Saison 2007/08 | Kader Saison 2007/08   | Kader Saison 2007/08 | Kader Saison 2007/08 |
| -------------------- | ---------------------- | -------------------- | -------------------- | ---------------------- | -------------------- | -------------------- |
| Nr.                  | Spieler                | Nat.                 | Geburtsdatum         | vorheriger Verein      | Ligaspiele           | Ligatore             |
| Torhüter             |                        |                      |                      |                        |                      |                      |
| 01                   | Bastian Becker         | Deutschland          | 21.06.1979           | VfB Leipzig            | 29                   | 0                    |
| 21                   | Jörg Staniczek         | Deutschland          | 29.11.1985           | SV Waldhof Mannheim    | 5                    | 0                    |
| Abwehr               |                        |                      |                      |                        |                      |                      |
| 03                   | Michael Bodnar         | Polen                | 02.01.1982           | SV Waldhof Mannheim    | 25                   | 0                    |
| 04                   | Christoph Stahl        | Deutschland          | 09.08.1985           | 1. FC Pforzheim        | 29                   | 2                    |
| 15                   | Daniel Rasch           | Deutschland          | 06.04.1981           | RSV Würges             | 30                   | 1                    |
| 18                   | Christian Wiesner      | Deutschland          | 22.09.1981           | SpVgg Bayreuth         | 25                   | 0                    |
| 19                   | Christian Eckerlin     | Deutschland          | 16.11.1986           | SG Erbach              | 1                    | 0                    |
| 22                   | Pascal Pellowski       | Deutschland          | 18.12.1988           | SC Viktoria Griesheim  | 31                   | 2                    |
| 30                   | Tim Heyse U19          | Deutschland          | 24.06.1989           | Erster Verein          | 1                    | 0                    |
| 33                   | Christian Remmers      | Deutschland          | 19.02.1984           | MSV Duisburg           | 18                   | 0                    |
| Mittelfeld           |                        |                      |                      |                        |                      |                      |
| 02                   | Abdelkader Jellouli    | Deutschland          | 24.06.1984           | FV Bad Vilbel          | 8                    | 0                    |
| 05                   | Krisztián Szollár      | Ungarn               | 30.08.1980           | Preußen Münster        | 30                   | 0                    |
| 06                   | Davide Faga            | Italien              | 24.11.1987           | Eintracht Frankfurt    | 4                    | 0                    |
| 07                   | Sebastian Heß          | Deutschland          | 21.10.1987           | TuS Mechtersheim       | 9                    | 0                    |
| 10                   | Michael Aničić         | Serbien              | 18.10.1974           | SV Waldhof Mannheim    | 30                   | 6                    |
| 11                   | Nikola Jovanovic       | Serbien              | 19.11.1973           | FSV Frankfurt          | 32                   | 8                    |
| 16                   | Simon Schmidt          | Deutschland          | 14.01.1984           | Viktoria Aschaffenburg | 24                   | 1                    |
| 17                   | Ahmet Sahinler         | Turkei               | 12.04.1987           | Kickers Offenbach      | 8                    | 1                    |
| 20                   | Alvano Kröh            | Deutschland          | 11.07.1985           | SV Erzhausen           | 11                   | 1                    |
| 23                   | Silas Rauschmayr U23   | Deutschland          | 25.05.1987           | Kickers Offenbach      | 2                    | 1                    |
| 29                   | Christopher Nguyen U19 | Vietnam              | 13.01.1988           | Erster Verein          | 1                    | 0                    |
| 34                   | Gökhan Öztas U19       | Turkei               | 31.01.1989           | SKG Bad König          | 2                    | 0                    |
| Angriff              |                        |                      |                      |                        |                      |                      |
| 08                   | Sebastian Glasner      | Deutschland          | 06.05.1985           | Wormatia Worms         | 34                   | 21                   |
| 09                   | Fabio Eidelwein        | Brasilien            | 13.06.1975           | SC Waldgirmes          | 27                   | 8                    |
| 13                   | Elia Soriano           | Italien              | 26.06.1989           | TSG 1846 Darmstadt     | 20                   | 9                    |
| 14                   | Rudi Hübner            | Deutschland          | 15.06.1986           | Viktoria Griesheim     | 30                   | 11                   |
| 31                   | Faouzi Atmani          | Marokko              | 08.11.1984           | SSV Jahn Regensburg    | 1                    | 0                    |
| 52                   | Patricio Colucci U19   | Italien              | 17.10.1989           | SC Hassia Dieburg      | 1                    | 0                    |

### Transfers

#### Transfers Winter 2007/08
| Zugänge Winter 2007/08                     | Abgänge Winter 2007/08 |
| ------------------------------------------ | ---------------------- |
| \| Faouzi Atmani \| SSV Jahn Regensburg \| | —                      |
| Faouzi Atmani                              | SSV Jahn Regensburg    |

#### Transfers Sommer 2007
| Michael Aničić      | SV Waldhof Mannheim    |
| Michael Bodnar      | SV Waldhof Mannheim    |
| Christian Eckerlin  | SV Darmstadt 98 U19    |
| Fabio Eidelwein     | SC Waldgirmes          |
| Davide Faga         | Eintracht Frankfurt II |
| Sebastian Glasner   | Wormatia Worms         |
| Sebastian Heß       | TuS Mechtersheim       |
| Rudi Hübner         | Viktoria Griesheim     |
| Abdelkader Jellouli | FV Bad Vilbel          |
| Nikola Jovanovic    | FSV Frankfurt          |
| Alvano Kröh         | SV Darmstadt 98 U19    |
| Pascal Pellowski    | SV Darmstadt 98 U19    |
| Daniel Rasch        | RSV Würges             |
| Silas Rauschmayr    | SV Darmstadt 98 U19    |
| Ahmet Sahinler      | Kickers Offenbach II   |
| Simon Schmidt       | Viktoria Aschaffenburg |
| Elia Soriano        | SV Darmstadt 98 U19    |
| Christoph Stahl     | 1. FC Pforzheim        |
| Krisztián Szollár   | Preußen Münster        |

| Echendu Adiele       | SV Waldhof Mannheim |
| Markus Beierle       | SC Dortelweil       |
| Nico Beigang         | Stuttgarter Kickers |
| Bertrand Bingana     | vereinslos          |
| Gerrit Bürk          | SV Straelen         |
| Peter Endres         | Preußen Münster     |
| Stephan Hanke        | Altona 93           |
| Richard Haša         | 1. FCA Darmstadt    |
| Živojin Juškić       | Karriereende        |
| Patrick Kaesberg     | Alemannia Aachen II |
| Alexander Konjevic   | Bonner SC           |
| Stefan Leitl         | FC Ingolstadt 04    |
| Manuel do Vale Lopez | Germania Ober-Roden |
| Adrian Mahr          | 1. FC Kleve         |
| Marcus Mann          | Stuttgarter Kickers |
| Mergim Mavraj        | VfL Bochum          |
| Alberto Méndez       | SV Sandhausen       |
| Achim Pfuderer       | SC Pfullendorf      |
| Sven Schmitt         | TSG Wörsdorf        |
| Sebastiao            | SV Elversberg       |

## Spiele

### Oberliga Hessen
Die Tabelle listet alle Spiele des Vereins in der Fußball-Oberliga Hessen 2007/08 auf. Siege sind grün, Unentschieden sind gelb und Niederlagen sind rot hinterlegt.
| ST | Datum              | Gegner                 | Platz    | Ort                                                 | Zuschauer | Ergebnis  | Tore |
| -- | ------------------ | ---------------------- | -------- | --------------------------------------------------- | --------- | --------- | --- |
| 2  | 8. August 2007     | KSV Klein-Karben       | Heim     | Stadion am Böllenfalltor, Darmstadt                 | 2.400     | 2:2 (1:0) | 1:0 Eidelwein (5.), 2:0 Glasner (55.), 2:1 Gayda (66., Elfmeter), 2:2 Szollár (82., Eigentor)                                   |
| 3  | 11. August 2007    | Viktoria Aschaffenburg | Auswärts | Stadion am Schönbusch, Aschaffenburg                | 2.000     | 1:0 (0:0) | 1:0 Raimondi (77.) |
| 4  | 17. August 2007    | FSV Fernwald           | Heim     | Stadion am Böllenfalltor, Darmstadt                 | 2.100     | 1:1 (0:1) | 0:1 König (45.), 1:1 Hübner (56.)                                                                                               |
| 6  | 25. August 2007    | TSG Wörsdorf           | Heim     | Stadion am Böllenfalltor, Darmstadt                 | 1.800     | 4:0 (3:0) | 1:0 Eidelwein (1.), 2:0 Aničić (33.), 3:0 Eidelwein (36.), 4:0 Glasner (90.)                                                    |
| 7  | 31. August 2007    | Germania Ober-Roden    | Auswärts | Sportanlage Frankfurter Straße, Ober-Roden          | 2.000     | 1:2 (0:0) | 0:1 Jovanovic (50.), 0:2 Glasner (68.), 1:2 Krist (78.)                                                                         |
| 1  | 4. September 2007  | Rot-Weiss Frankfurt    | Auswärts | Stadion am Brentanobad, Frankfurt-Rödelheim         | 1.150     | 0:4 (0:3) | 0:1 Glasner (19.), 0:2 Eidelwein (33.), 0:3 Glasner (35.), 0:4 Glasner (49.)                                                    |
| 8  | 9. September 2007  | FSC Lohfelden          | Heim     | Stadion am Böllenfalltor, Darmstadt                 | 2.500     | 4:1 (3:1) | 0:1 Minne (2.), 1:1 Jovanovic (21.), 2:1 Glasner (31.), 3:1 Glasner (40.), 4:1 Hübner (49.)                                     |
| 5  | 12. September 2007 | SV Buchonia Flieden    | Auswärts | Sportplatz am Weiher, Flieden                       | 750       | 0:3 (0:3) | 0:1 Pellowski (23.), 0:2 Rasch (33.), 0:3 Eidelwein (38.)                                                                       |
| 9  | 15. September 2007 | 1. FC Schwalmstadt     | Auswärts | Herbert-Battenfeld-Stadion, Schwalmstadt            | 800       | 1:1 (1:1) | 1:0 Bojanic (38.), 1:1 Jovanovic (44., Elfmeter)                                                                                |
| 10 | 22. September 2007 | Eintracht Frankfurt II | Heim     | Stadion am Böllenfalltor, Darmstadt                 | 4.200     | 1:4 (1:1) | 0:1 Schneider (19.), 1:1 Aničić, 1:2 Hess (63.), 1:3 Hess (88.), 1:4 Hess (90., Elfmeter)                                       |
| 11 | 29. September 2007 | FC Bayern Alzenau      | Auswärts | Städtisches Stadion am Prischoß, Alzenau            | 650       | 3:1 (1:0) | 1:0 Wilz (7.), 1:1 Glasner (47.), 2:1 A. Aničić (76.), 3:1 A. Aničić                                                            |
| 12 | 3. Oktober 2007    | Eintracht Wetzlar      | Heim     | Stadion am Böllenfalltor, Darmstadt                 | 2.400     | 2:0 (0:0) | 1:0 Glasner (74.), 2:0 Hübner (88.)                                                                                             |
| 13 | 6. Oktober 2007    | Borussia Fulda         | Auswärts | Sportpark Johannisau, Fulda                         | 1.800     | 1:5 (1:2) | 0:1 Hübner (7.), 1:1 Ochs (17.), 1:2 Glasner (19.), 1:3 Hübner (67.), 1:4 Schmidt (87.), 1:5 Stahl (90.)                        |
| 14 | 20. Oktober 2007   | RSV Würges             | Auswärts | RSV-Stadion Goldener Grund, Würges                  | 1.000     | 1:2 (1:1) | 0:1 Stahl (19.), 1:1 Rasch (24., Eigentor), 1:2 Glasner (57.)                                                                   |
| 15 | 26. Oktober 2007   | SC Waldgirmes          | Heim     | Stadion am Böllenfalltor, Darmstadt                 | 2.200     | 1:2 (1:0) | 1:0 Soriano (13.), 1:1 Karagiannis (57.), 1:2 Parson (63.)                                                                      |
| 16 | 2. November 2007   | KSV Baunatal           | Auswärts | Parkstadion Baunatal                                | 500       | 2:5 (2:1) | 1:0 Spieth (5.), 2:0 Lakies (8.), 2:1 Soriano (9.), 2:2 Hübner (56.), 2:3 Soriano (63.), 2:4 Glasner (68.), 2:5 Jovanovic (89.) |
| 17 | 9. November 2007   | SV Wehen Wiesbaden II  | Heim     | Stadion am Böllenfalltor, Darmstadt                 | 2.000     | 2:1 (0:0) | 0:1 Alustil (51.), 1:1 Soriano (72.), 2:1 Glasner (75.)                                                                         |
| 18 | 16. November 2007  | Rot-Weiss Frankfurt    | Heim     | Stadion am Böllenfalltor, Darmstadt                 | 1.900     | 5:1 (3:1) | 1:0 Soriano (13.), 2:0 Aničić (32.), 3:0 Glasner (37.), 3:1 Freund (42.), 4:1 Aničić (54.), 5:1 RauschmayrU23 (90.)             |
| 19 | 26. November 2007  | KSV Klein-Karben       | Auswärts | Günter-Reutzel-Sportfeld, Klein-Karben              | 500       | 1:2 (0:1) | 0:1 Hübner (45.), 0:2 Aničić (70.), 1:2 Aljusevic (89.)                                                                         |
| 20 | 1. Dezember 2007   | Viktoria Aschaffenburg | Heim     | Stadion am Böllenfalltor, Darmstadt                 | 2.100     | 1:0 (0:0) | 1:0 Glasner (90.) |
| 21 | 8. Dezember 2007   | FSV Fernwald           | Auswärts | Sportanlage Oppenröder Straße, Steinbach (Fernwald) | 600       | 1:2 (1:0) | 1:0 Beck (45.), 1:1 Jovanovic (79., Elfmeter), 1:2 Pellowski (84.)                                                              |
| 23 | 8. März 2008       | TSG Wörsdorf           | Auswärts | Stadion Wallbacher Straße, Wörsdorf (Idstein)       | 900       | 2:2 (0:1) | 0:1 Soriano (2.), 1:1 Boateng (61.), 2:1 Salifou (84.), 2:2 Soriano (90.)                                                       |
| 24 | 15. März 2008      | Germania Ober-Roden    | Heim     | Stadion am Böllenfalltor, Darmstadt                 | 5.200     | 2:2 (1:1) | 0:1 Toch (5.), 1:1 Hübner (17.), 1:2 Stenzel (52., Elfmeter), 2:2 Glasner (74.)                                                 |
| 22 | 20. März 2008      | SV Buchonia Flieden    | Heim     | Stadion am Böllenfalltor, Darmstadt                 | 2.800     | 2:0 (1:0) | 1:0 Jovanovic (21.), 2:0 Soriano (58.)                                                                                          |
| 25 | 29. März 2008      | FSC Lohfelden          | Auswärts | Nordhessenstadion, Lohfelden                        | 550       | 0:2 (0:0) | 0:1 Glasner (46.), 0:2 Eidelwein (86.)                                                                                          |
| 26 | 4. April 2008      | 1. FC Schwalmstadt     | Heim     | Stadion am Böllenfalltor, Darmstadt                 | 3.100     | 2:0 (1:0) | 1:0 Glasner (45.), 2:0 Garwardt (68., Eigentor)                                                                                 |
| 27 | 12. April 2008     | Eintracht Frankfurt II | Auswärts | Herbert-Dröse-Stadion, Hanau                        | 1.500     | 0:1 (0:1) | 0:1 Jovanovic (12.) |
| 28 | 18. April 2008     | FC Bayern Alzenau      | Heim     | Stadion am Böllenfalltor, Darmstadt                 | 3.400     | 3:0 (1:0) | 1:0 Jovanovic (40., Elfmeter), 2:0 Glasner (51.), 3:0 Soriano (82.)                                                             |
| 29 | 26. April 2008     | Eintracht Wetzlar      | Auswärts | Stadion Wetzlar                                     | 700       | 1:1 (1:0) | 1:0 Hodaj (31.), 1:1 Sahinler (70.)                                                                                             |
| 30 | 3. Mai 2008        | Borussia Fulda         | Heim     | Stadion am Böllenfalltor, Darmstadt                 | 2.800     | 0:1 (0:0) | 0:1 Ochs (90.) |
| 31 | 9. Mai 2008        | RSV Würges             | Heim     | Stadion am Böllenfalltor, Darmstadt                 | 2.200     | 4:1 (2:0) | 1:0 Kröh (7.), 2:0 Hübner (29.), 2:1 Poharetzki (60.), 3:1 Hübner (77.), 4:1 Aničić (85.)                                       |
| 32 | 17. Mai 2008       | SC Waldgirmes          | Auswärts | Stadion in den Lahnauen, Waldgirmes                 | 600       | 4:1 (2:1) | 1:0 Karagiannis (14.), 1:1 Hübner (31.), 2:1 Neubert (45.), 3:1 Karagiannis (68.), 4:1 Parson (79., Elfmeter)                   |
| 33 | 25. Mai 2008       | KSV Baunatal           | Heim     | Stadion am Böllenfalltor, Darmstadt                 | 2.300     | 3:0 (0:0) | 1:0 Eidelwein (60.), 2:0 Eidelwein (76.), 3:0 Glasner (89.)                                                                     |
| 34 | 31. Mai 2008       | SV Wehen Wiesbaden II  | Auswärts | Stadion am Halberg, Wehen (Taunusstein)             | 500       | 2:0 (1:0) | 1:0 Öztürk (21.), 2:0 Sam (63.)                                                                                                 |

### DFB-Pokal
Durch den Sieg des Hessenpokals 2006/07 qualifizierte sich der Verein für den DFB-Pokal 2007/08, dessen Spiel nachfolgend aufgeführt ist.
| Runde    | Datum          | Gegner               | Liga des Gegners | Platz | Ort                                 | Zuschauer | Spielergebnis | Tore                                                                       |
| -------- | -------------- | -------------------- | ---------------- | ----- | ----------------------------------- | --------- | ------------- | -------------------------------------------------------------------------- |
| 1. Runde | 5. August 2007 | SpVgg Greuther Fürth | 2. Bundesliga    | Heim  | Stadion am Böllenfalltor, Darmstadt | 5.400     | 1:3 (0:1)     | 0:1 Nehrig (26.), 1:1 Hübner (64.), 1:2 Nehrig (76.), 1:3 Maierhofer (90.) |

### Hessenpokal
Durch den Sieg des Bezirkspokals 2007/08 qualifizierte sich der Verein für den Hessenpokal 2007/08, dessen Spiele nachfolgend aufgeführt sind. Als Sieger qualifizierte sich Darmstadt damit für den DFB-Pokal 2008/09.
| Runde         | Datum            | Gegner                   | Liga des Gegners | Platz    | Ort                                                 | Zuschauer | Ergebnis             | Tore |
| ------------- | ---------------- | ------------------------ | ---------------- | -------- | --------------------------------------------------- | --------- | -------------------- | --- |
| Achtelfinale  | 23. Februar 2008 | FSV Fernwald             | Oberliga Hessen  | Auswärts | Sportanlage Oppenröder Straße, Steinbach (Fernwald) | 600       | 2:3 n. V. (1:1, 2:2) | 0:1 Hübner (22.), 1:1 Dolzer (41.), 1:2 Wiesner (60.), 2:2 König (63.), 2:3 Atmani (116.)                 |
| Viertelfinale | 23. April 2008   | SG Niederaula/Hattenbach | Bezirksoberliga  | Auswärts | Sportplatz Hattenbach                               | 450       | 0:5 (0:1)            | 0:1 Kröh (27.), 0:2 Heß (50.), 0:3 Szollár (52.), 0:4 Eidelwein (72.), 0:5 Heß (88.)                      |
| Halbfinale    | 14. Mai 2008     | SV Adler Weidenhausen    | Bezirksoberliga  | Auswärts | Sportplatz Chattenloh, Weidenhausen                 | 600       | 0:6 (0:1)            | 0:1 Aničić (37.), 0:2 Eidelwein (66.), 0:3 Glasner (73.), 0:4 Schmidt (77.), 0:5 Heß (80.), 0:6 Heß (84.) |
| Finale        | 28. Mai 2008     | Viktoria Aschaffenburg   | Oberliga Hessen  | Heim     | Stadion am Böllenfalltor, Darmstadt                 | 3.300     | 2:0 (1:0)            | 1:0 Aničić (32.), 2:0 Aničić (72.)                                                                        |

### Bezirkspokal
Durch den Sieg des Kreispokals 2006/07 qualifizierte sich der Verein für den Bezirkspokal 2007/08, dessen Spiele nachfolgend aufgeführt sind. Als Sieger qualifizierte sich Darmstadt damit für den Hessenpokal 2007/08.
| Runde      | Datum              | Gegner                    | Liga des Gegners | Platz    | Ort                                            | Zuschauer | Ergebnis  | Tore                                                                     |
| ---------- | ------------------ | ------------------------- | ---------------- | -------- | ---------------------------------------------- | --------- | --------- | ------------------------------------------------------------------------ |
| 1. Runde   | 18. September 2007 | SV Geinsheim 07           | Bezirksoberliga  | Auswärts | Sportplatz Geinsheim am Rhein                  | 350       | 1:3 (0:1) | 0:1 Glasner (27.), 1:1 Jung (49.), 1:2 Eidelwein (75.), 1:3 Bodnar (85.) |
| Halbfinale | 6. November 2007   | Viktoria Aschaffenburg    | Oberliga Hessen  | Heim     | Stadion am Böllenfalltor, Darmstadt            | 500       | 2:0 (1:0) | 1:0 Soriano (19.), 2:0 Eidelwein (69.)                                   |
| Finale     | 12. Dezember 2007  | Eintracht Wald-Michelbach | Bezirksoberliga  | Auswärts | Sportplatz Rudi-Wünzer-Straße, Wald-Michelbach | 200       | 0:3 (0:2) | 0:1 Jellouli (11.), 0:2 Kröh (33.), 0:3 Heß (60.)                        |

### Kreispokal
Die Spiele im Kreispokal 2007/08 des SV Darmstadt 98 sind nachfolgend aufgeführt. Als Sieger qualifizierte sich Darmstadt damit für den Regionalpokal 2008/09.
| Runde         | Datum             | Gegner             | Liga des Gegners | Platz    | Ort                                             | Zuschauer | Ergebnis             | Tore |
| ------------- | ----------------- | ------------------ | ---------------- | -------- | ----------------------------------------------- | --------- | -------------------- | --- |
| 1. Runde      | 14. August 2007   | TSG 1846 Darmstadt | Kreisliga B      | Auswärts | Sportanlage am Woog, Darmstadt                  | 400       | 1:7 (1:3)            | 0:1 Hübner (15.), 0:2 Pellowski (26.), 1:2 Beck (30.), 1:3 Rasch (32.), 1:4 Eckerlin (61.), 1:5 Pellowski (64.), 1:6 Rasch (69.), 1:7 Rasch (84.) |
| 2. Runde      | 10. Oktober 2007  | SKG Bickenbach     | Bezirksliga      | Auswärts | SKG-Arena, Bickenbach                           | 300       | 0:3 (0:1)            | 0:1 Glasner (39.), 0:2 Pellowski (69.), 0:3 Pellowski (82.)                                                                                       |
| Viertelfinale | 15. Dezember 2008 | 1. FCA Darmstadt   | Bezirksoberliga  | Auswärts | Sportgelände am Gehmer Weg, Darmstadt-Arheilgen | 250       | 0:5 (0:0)            | 0:1 Soriano (65.), 0:2 NguyenU19 (75.), 0:3 Glasner (76.), 0:4 Sahinler (77.), 0:5 Aničić (86.)                                                   |
| Halbfinale    | 9. April 2008     | Rot-Weiß Darmstadt | Landesliga       | Auswärts | Waldsportpark, Darmstadt                        | 500       | 1:2 n. V. (0:1, 1:1) | 0:1 Remmers (41.), 1:1 Funk (78.), 1:2 Atmani (106.)                                                                                              |
| Finale        | 6. Mai 2008       | SG Arheilgen       | Bezirksliga      | Neutral  | Sportanlage am Roten Berg, Traisa               | 800       | 0:2 (0:1)            | 0:1 Lehmann (10., Eigentor), 0:2 Kröh (86.) |

### Hallenturnier
Am 12. und 13. Januar 2008 nahm der SV Darmstadt 98 an einem Hallenturnier namens Sparkassen-Cup in Eppelheim teil. Auf einem Hallenfußballfeld wurde je Spiel 15 Minuten lang gespielt. Einzig das Spiel um Platz 3 und das Finale, welches die Lilien auch erreichten, nachdem sie den damals klassenhöheren Gastgeber SV Sandhausen im Halbfinale besiegten, fand über 20 Minuten statt.
| Runde         | Datum           | Gegner                 | Liga des Gegners           | Zuschauer | Ergebnis | Tore |
| ------------- | --------------- | ---------------------- | -------------------------- | --------- | -------- | --- |
| Vorrunde      | 12. Januar 2008 | FC Nöttingen           | Oberliga Baden-Württemberg | 2.000     | 4:2      | 1:0 Glasner (4.), 2:0 Glasner (6.), 2:1 Schnepf (8.), 3:1 Remmers (11.), 4:1 Glasner (14.), 4:2 Ritter (14.)        |
| Vorrunde      | 12. Januar 2008 | SpVgg Neckarelz        | Verbandsliga Baden         | 2.000     | 0:0      | — |
| Vorrunde      | 13. Januar 2008 | DJK/FC Ziegelhausen    | Landesliga Baden           | 2.000     | 3:3      | 0:1 Hillger (2.), 0:2 Siedelhofer (5.), 0:3 Hillger (9.), 1:3 Remmers (10.), 2:3 Pellowski (11.), 3:3 Soriano (11.) |
| Viertelfinale | 13. Januar 2008 | TSG Weinheim           | Landesliga Baden           | 2.000     | 1:0      | 1:0 Soriano (15.)                                                                                                   |
| Halbfinale    | 13. Januar 2008 | SV Sandhausen          | Regionalliga Süd           | 2.000     | 3:1      | 1:0 Soriano (7.), 2:0 Remmers (9.), 3:0 Remmers (10.), 3:1 Stark (11.)                                              |
| Finale        | 13. Januar 2008 | TSG 1899 Hoffenheim II | Oberliga Baden-Württemberg | 2.000     | 1:2      | 0:1 Kassem-Sad (15.), 0:2 Herdling (17.), 1:2 Pellowski (20.)                                                       |

### Freundschaftsspiele
Diese Tabelle führt die ausgetragenen Freundschaftsspiele des Vereins in der Saison 2007/08 auf. Diese umfassen Testspiele, Benefizspiele und ein Tagesturnier. Siege sind grün, Unentschieden sind gelb und Niederlagen sind rot hinterlegt.
| Datum            | Gegner                | Liga des Gegners           | Platz    | Ort                                  | Zuschauer | Ergebnis   | Tore |
| ---------------- | --------------------- | -------------------------- | -------- | ------------------------------------ | --------- | ---------- | --- |
| 30. Juni 2007    | FC Viktoria Kahl      | Landesliga                 | Neutral  | Sportpark Erbach (Odenwald)          | 400       | 0:0 1      | — |
| 30. Juni 2007    | Wormatia Worms        | Oberliga Südwest           | Neutral  | Sportpark Erbach (Odenwald)          | 400       | 1:0 1      | 1:0 Eidelwein (7.) |
| 1. Juli 2007     | TSV Pfungstadt        | Kreisliga B                | Auswärts | TSV-Stadion, Pfungstadt              | 350       | 0:10 (0:8) | 0:1 Kröh (3.), 0:2 Diker (7., Eigentor), 0:3 Kröh (11.), 0:4 Glasner (25.), 0:5 Glasner (28.), 0:6 Glasner (29.), 0:7 Heß (32.), 0:8 Kröh (34.), 0:9 Sahinler (47.), 0:10 Pellowski (84.) |
| 4. Juli 2007     | FSV Frankfurt         | Regionalliga Süd           | Auswärts | Volksbank-Stadion, Frankfurt am Main | 200       | 1:0 (0:0)  | 1:0 Höfler (54.) |
| 7. Juli 2007     | FC 07 Bensheim        | Bezirksoberliga            | Auswärts | Weiherhausstadion, Bensheim          | 400       | 0:1 (0:1)  | 0:1 Glasner (38.) |
| 8. Juli 2007     | VfB Holzhausen        | Kreisliga A                | Auswärts | Sportplatz Holzhausen                | 200       | 1:11 (0:7) | 0:1 Stahl (13.), 0:2 Glasner (18.), 0:3 Jovanovic (31.), 0:4 Wiesner (33.), 0:5 Eidelwein (41.), 0:6 Eidelwein (45.), 0:7 Remmers (45.), 0:8 Stahl (72.), 0:9 Hübner (82.), 1:9 Wege (85., Elfmeter), 1:10 Kröh (87.), 1:11 Sahinler (90.) |
| 14. Juli 2007    | FSV Oggersheim        | Regionalliga Süd           | Heim     | Stadion am Böllenfalltor, Darmstadt  | 450       | 1:1 (0:0)  | 0:1 Adzic (46.), 1:1 Eidelwein (78.) |
| 18. Juli 2007    | VfR Mannheim          | Oberliga Baden-Württemberg | Neutral  | Sportplatz Erfelden                  | 400       | 5:1 (4:0)  | 1:0 Heß (4.), 2:0 Hübner (11.), 3:0 Kröh (21.), 4:0 Wiesner (37.), 4:1 Rubio-Sanchez (50.), 5:1 Glasner (77.) |
| 20. Juli 2007    | SV Waldhof Mannheim   | Oberliga Baden-Württemberg | Auswärts | Carl-Benz-Stadion, Mannheim          | 911       | 2:2 (2:1)  | 0:1 Hübner (27.), 1:1 Melunović (32.), 2:1 Reule (43.), 2:2 Eidelwein (67.) |
| 25. Juli 2007    | VfL Bochum            | 1. Bundesliga              | Heim     | Stadion am Böllenfalltor, Darmstadt  | 1.000     | 1:5 (1:3)  | 0:1 Iličević (10.), 1:1 Hübner, 1:2 Iličević (28.), 1:3 Bechmann (36.), 1:4 Mięciel (48.), 1:5 Sand (58.) |
| 29. Juli 2007    | FC Ober-Ramstadt      | Bezirksoberliga            | Auswärts | Sportplatz in der Aue, Ober-Ramstadt | 200       | 0:8 (0:2)  | 0:1 Jovanovic (27.), 0:2 Wiesner (44.), 0:3 Aničić (54.), 0:4 Faga (65.), 0:5 Jovanovic (70.), 0:6 Hübner (77.), 0:7 Jovanovic (83.), 0:8 Faga (90.) |
| 26. Januar 2008  | Rot-Weiß Darmstadt    | Landesliga                 | Auswärts | Waldsportpark, Darmstadt             | 250       | 1:1 (0:0)  | 1:0 Lohrer (65.), 1:1 Atmani (90.) |
| 30. Januar 2008  | SC Viktoria Griesheim | Landesliga                 | Auswärts | Stadion am Hegelsberg, Griesheim     | 100       | 0:2 (0:2)  | 0:1 Aničić (3.), 0:2 Stahl (11.) |
| 2. Februar 2008  | SV Sandhausen         | Regionalliga Süd           | Neutral  | SKG-Arena, Bickenbach                | 250       | 0:2 (0:1)  | 0:1 Fickert (34.), 0:2 Grgić (83.) |
| 5. Februar 2008  | KSV Klein-Karben      | Oberliga Hessen            | Heim     | Stadion am Böllenfalltor, Darmstadt  | 100       | 0:1 (0:0)  | 0:1 Hiemer (64.) |
| 12. Februar 2008 | VfR Mannheim          | Oberliga Baden-Württemberg | Heim     | Stadion am Böllenfalltor, Darmstadt  | 200       | 1:2 (0:1)  | 0:1 Tahirovic (22.), 0:2 Ekiz (50.), 1:2 Aničić (88., Elfmeter) |
| 17. Februar 2008 | 1. FC Schweinfurt 05  | Bayernliga                 | Heim     | Sportanlage Am Roten Berg, Traisa    | 400       | 1:0 (1:0)  | 1:0 Glasner (4.) |
| 20. Februar 2008 | 1. FSV Mainz 05 II    | Oberliga Südwest           | Heim     | Sportanlage Worfelden                | 400       | 2:2 (1:0)  | 1:0 Heß (41.), 2:0 Soriano (51.), 2:1 Amani (53.), 2:2 Amani (73.) |
| 12. März 2008    | 1. FSV Mainz 05       | 2. Bundesliga              | Auswärts | Bruchwegstadion, Mainz               | 1.200     | 1:0 (1:0)  | 1:0 Jovanović |
| 13. Mai 2008     | FC Bayern München     | 1. Bundesliga              | Heim     | Stadion am Böllenfalltor, Darmstadt  | 19.800    | 5:11 (4:6) | 0:1 Schlaudraff (6.), 1:1 Hübner (22.), 2:1 Glasner (27.), 2:2 Schlaudraff (29.), 3:2 Kröh (30.), 4:2 Aničić (36.), 4:3 Schlaudraff (37.), 4:4 Podolski (38.), 4:5 Schlaudraff (39.), 4:6 Breno (45.), 4:7 Schlaudraff (52.), 4:8 Van Buyten (60.), 4:9 Schlaudraff (66.), 4:10 Schweinsteiger (77.), 4:11 Schlaudraff (79.), 5:11 Sahinler (90.) |

## Saisonverlauf
| Spieltag | 1 | 2 | 3 | 4  | 5 | 6 | 7 | 8 | 9 | 10 | 11 | 12 | 13 | 14 | 15 | 16 | 17 | 18 | 19 | 20 | 21 | 22 | 23 | 24 | 25 | 26 | 27 | 28 | 29 | 30 | 31 | 32 | 33 | 34 |
| -------- | - | - | - | -- | - | - | - | - | - | -- | -- | -- | -- | -- | -- | -- | -- | -- | -- | -- | -- | -- | -- | -- | -- | -- | -- | -- | -- | -- | -- | -- | -- | -- |
| Spielort | A | H | A | H  | A | H | A | H | A | H  | A  | H  | A  | A  | H  | A  | H  | H  | A  | H  | A  | H  | A  | H  | A  | H  | A  | H  | A  | H  | H  | A  | H  | A  |
| Resultat | S | U | N | U  | S | S | S | S | U | N  | N  | S  | S  | S  | N  | S  | S  | S  | S  | S  | S  | S  | U  | U  | S  | S  | S  | S  | U  | N  | S  | N  | S  | N  |
| Platz    | 1 | 2 | 9 | 12 | 8 | 4 | 1 | 1 | 1 | 3  | 5  | 3  | 1  | 1  | 1  | 1  | 1  | 1  | 1  | 1  | 1  | 1  | 1  | 1  | 1  | 1  | 1  | 1  | 1  | 1  | 1  | 1  | 1  | 1  |

Legende: Spielort: H = Heim; A = Auswärts. Resultat: S = Sieg; U = Unentschieden; N = Niederlage

## Abschlusstabelle
| Rang | Verein                        | Sp. | S  | U  | N  | Tore  | Diff. | Punkte |
| ---- | ----------------------------- | --- | -- | -- | -- | ----- | ----- | ------ |
| 01.  | SV Darmstadt 98 (A)           | 34  | 21 | 6  | 7  | 73:37 | +36   | 69     |
| 02.  | SV Wehen Wiesbaden II U23 (N) | 34  | 19 | 7  | 8  | 71:37 | +34   | 64     |
| 03.  | Viktoria Aschaffenburg        | 34  | 16 | 13 | 5  | 50:27 | +23   | 61     |
| 04.  | Eintracht Frankfurt II U23    | 34  | 16 | 10 | 8  | 74:43 | +31   | 58     |
| 05.  | SC Waldgirmes                 | 34  | 16 | 8  | 10 | 56:55 | +01   | 56     |
| 06.  | TSG Wörsdorf                  | 34  | 15 | 9  | 10 | 57:45 | +12   | 54     |
| 07.  | KSV Baunatal                  | 34  | 14 | 7  | 13 | 55:46 | +09   | 49     |
| 08.  | FC Bayern Alzenau 1           | 34  | 14 | 8  | 12 | 54:50 | +04   | 49     |
| 09.  | Borussia Fulda                | 34  | 12 | 8  | 14 | 53:50 | +03   | 44     |
| 10.  | Germania Ober-Roden (N)       | 34  | 12 | 8  | 14 | 43:50 | −07   | 44     |
| 11.  | FSV 1926 Fernwald             | 34  | 11 | 9  | 14 | 50:55 | −05   | 42     |
| 12.  | KSV Klein-Karben              | 34  | 11 | 7  | 16 | 56:64 | -08   | 40     |
| 13.  | RSV Würges                    | 34  | 10 | 9  | 15 | 36:55 | −19   | 39     |
| 14.  | FSC Lohfelden (N)             | 34  | 11 | 6  | 17 | 44:64 | −20   | 39     |
| 15.  | Rot-Weiss Frankfurt (N)       | 34  | 10 | 8  | 16 | 47:59 | −12   | 38     |
| 16.  | SV Buchonia Flieden           | 34  | 8  | 9  | 17 | 36:57 | −21   | 33     |
| 17.  | Eintracht Wetzlar (N)         | 34  | 7  | 10 | 17 | 30:55 | −25   | 31     |
| 18.  | 1. FC Schwalmstadt            | 34  | 7  | 6  | 21 | 39:84 | −45   | 27     |

| Legende |                                            |
|         | Aufsteiger in die Regionalliga Süd 2008/09 |
|         | Absteiger in die Verbandsligen 2008/09     |
| (A)     | Absteiger aus der Regionalliga Süd 2006/07 |
| (N)     | Aufsteiger aus der Landesliga 2006/07      |

## Zuschauerzahlen
Folgende Tabelle bietet einen Vergleich der Zuschauerzahlen der Heim- und Auswärtsspiele des SV Darmstadt 98 im Ligabetrieb dieser Saison. Die Vereine sind nach Austragungsreihenfolge der Heimspiele nach Spieltag sortiert.
| Gegner in Heimspielreihenfolge | Heimspiel | Auswärtsspiel | Austragungsort beim Auswärtsspiel               |
| ------------------------------ | --------- | ------------- | ----------------------------------------------- |
| 1. KSV Klein-Karben            | 2.400     | 0500          | Günter-Reutzel-Sportfeld, Klein-Karben          |
| 2. FSV Fernwald                | 2.100     | 0600          | Sportplatz Steinbach (Fernwald)                 |
| 3. TSG Wörsdorf                | 1.800     | 0900          | Stadion Wallbacher Straße, Wörsdorf (Idstein)   |
| 4. FSC Lohfelden               | 2.500     | 0550          | Nordhessenstadion, Lohfelden                    |
| 5. Eintracht Frankfurt II      | 4.200     | 1.150         | Herbert-Dröse-Stadion, Hanau                    |
| 6. Eintracht Wetzlar           | 2.400     | 0700          | Stadion Wetzlar                                 |
| 7. SC Waldgirmes               | 2.200     | 0600          | Stadion in den Lahnauen, Waldgirmes             |
| 8. SV Wehen Wiesbaden II       | 2.000     | 0500          | Stadion am Halberg, Wehen (Taunusstein)         |
| 9. Rot-Weiss Frankfurt         | 1.900     | 1.150         | Stadion am Brentanobad, Frankfurt-Rödelheim     |
| 10. Viktoria Aschaffenburg     | 2.100     | 2.000         | Stadion am Schönbusch, Aschaffenburg            |
| 11. Germania Ober-Roden        | 5.200     | 2.000         | Sportanlage Frankfurter Straße, Ober-Roden      |
| 12. SV Buchonia Flieden        | 2.800     | 0750          | Sportplatz am Weiher, Flieden                   |
| 13. 1. FC Schwalmstadt         | 3.100     | 0800          | Herbert-Battenfeld-Stadion, Schwalmstadt        |
| 14. FC Bayern Alzenau          | 3.400     | 0650          | Städtisches Stadion am Prischoß, Alzenau        |
| 15. Borussia Fulda             | 2.800     | 1.800         | Sportpark Johannisau, Fulda                     |
| 16. RSV Würges                 | 2.200     | 1.000         | RSV-Stadion Goldener Grund, Würges              |
| 17. KSV Baunatal               | 2.300     | 0500          | Parkstadion Baunatal                            |
| Im Schnitt:                    | 2.670     | 0950          | Heimspiele: Stadion am Böllenfalltor, Darmstadt |